# Sar Bāzār
Sar Bāzār (persiska: سر بازار) är en ort i Iran.   Den ligger i provinsen Khuzestan, i den centrala delen av landet, 400 km söder om huvudstaden Teheran. Sar Bāzār ligger 704 meter över havet och antalet invånare är 170.
Terrängen runt Sar Bāzār är kuperad åt sydväst, men åt nordost är den bergig. Sar Bāzār ligger nere i en dal. Runt Sar Bāzār är det ganska tätbefolkat, med 56 invånare per kvadratkilometer. Närmaste större samhälle är Pā Āb-e Shelāl, 19,8 km väster om Sar Bāzār. Omgivningarna runt Sar Bāzār är i huvudsak ett öppet busklandskap.